# Bois-de-Céné
Bois-de-Céné (bretonisch: Koed-Keneg) ist eine französische Gemeinde mit 2.215 Einwohnern (Stand 1. Januar 2022) im Département Vendée in der Region Pays de la Loire. Sie gehört zum Arrondissement Les Sables-d’Olonne und zum Kanton Challans. Die Einwohner werden Cenéens genannt.

## Geographie
Bois-de-Céné liegt im Nordwesten des Départements in den Salzwiesen des Falleron, den sogenannten Marais breton. Umgeben wird Bois-de-Céné von den Nachbargemeinden Villeneuve-en-Retz im Norden und Nordwesten, Machecoul-Saint-Même im Norden und Nordosten, Paulx im Osten und Nordosten, La Garnache im Süden und Südosten, Châteauneuf im Süden, Saint-Gervais im Westen und Südwesten sowie Bouin im Westen und Nordwesten.

## Bevölkerungsentwicklung
| Jahr                       | 1962 | 1968 | 1975 | 1982 | 1990 | 1999 | 2006 | 2012 | 2019 |
| Einwohner                  | 1377 | 1301 | 1214 | 1251 | 1232 | 1263 | 1410 | 1800 | 2048 |
| Quellen: Cassini und INSEE |      |      |      |      |      |      |      |      |      |

## Sehenswürdigkeiten
- Kirche Saint-Étienne, seit 1926 Monument historique
- Ruinen des Benediktinerklosters von Île-Chauvet aus dem 12. Jahrhundert, 1588 durch Brand zerstört, seit 1992 Monument historique
- Wallburg aus dem Mittelalter, seit 1988 Monument historique
- Haus aus dem 16. Jahrhundert, seit 1927 Monument historique

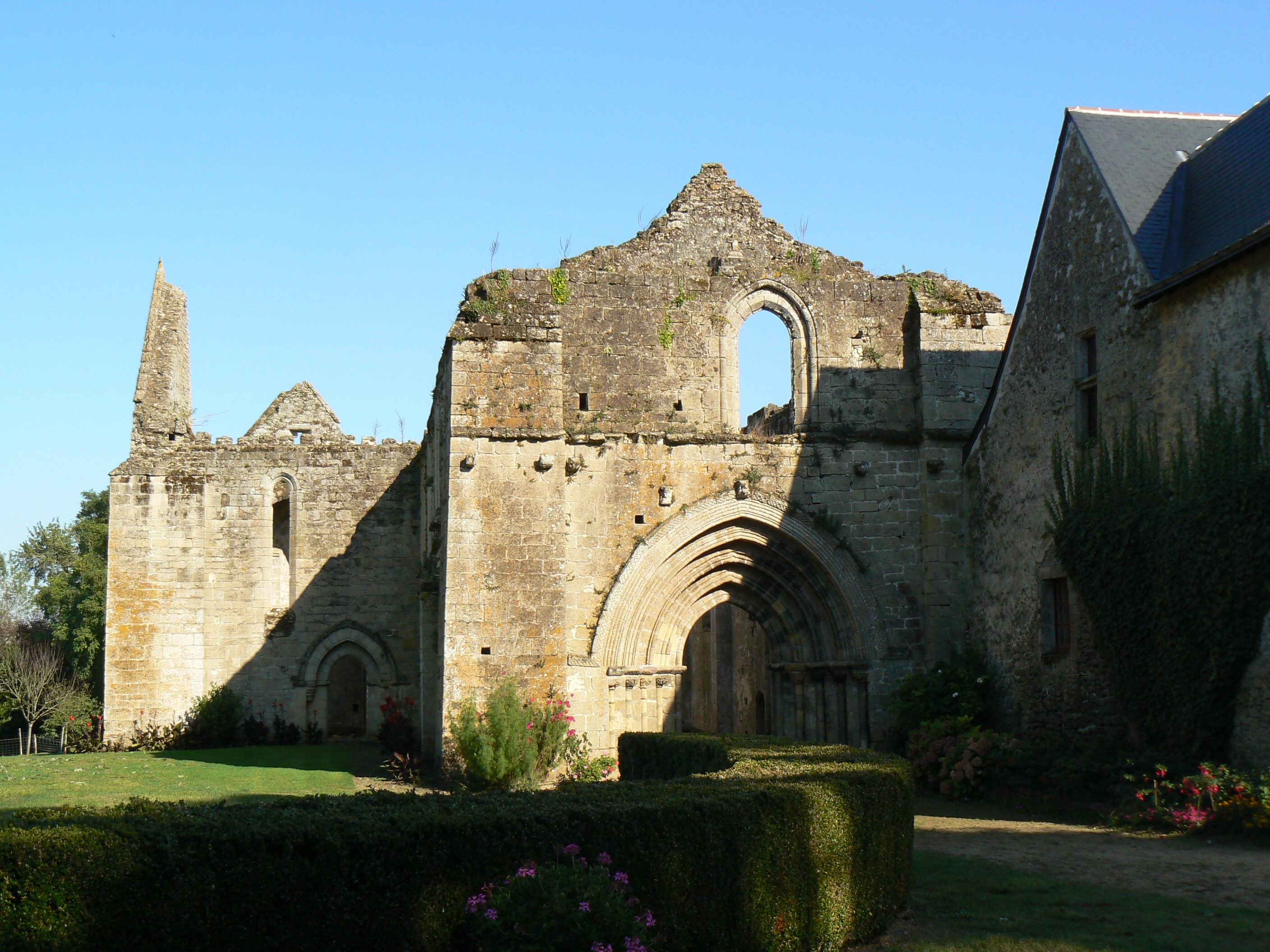
Klosterruine Île-Chauvet
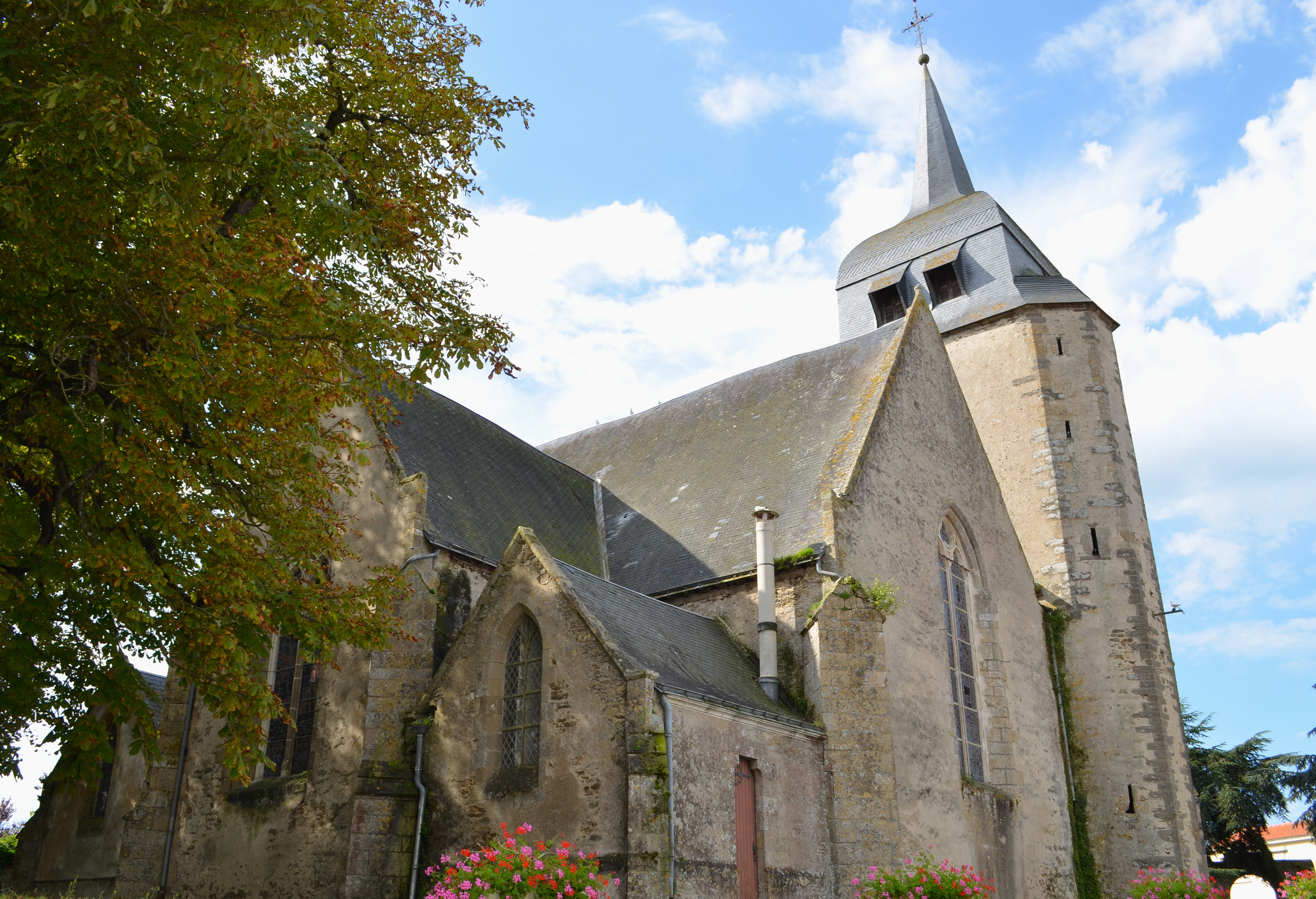
Kirche Saint-Étienne
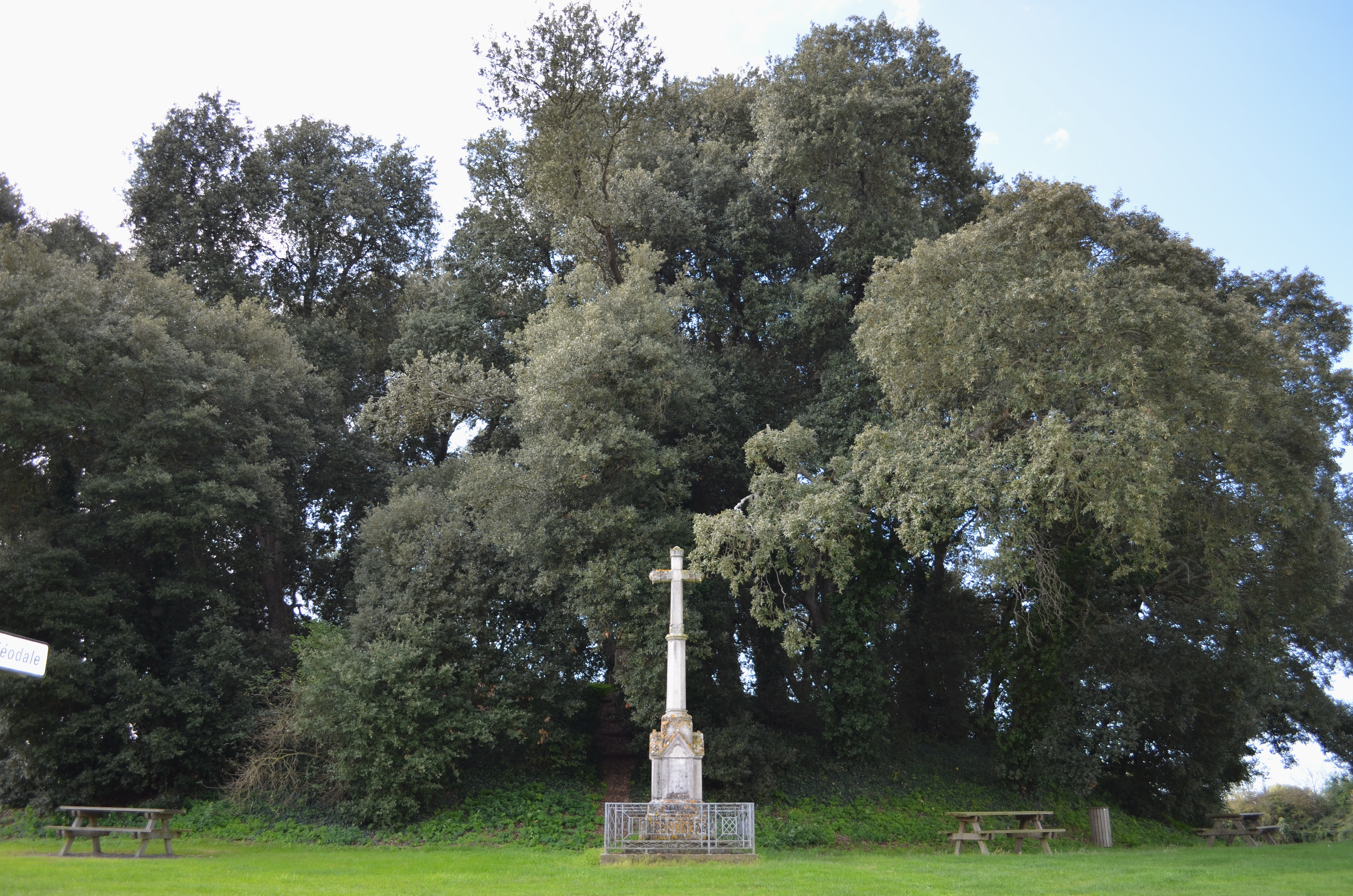
Wallburg